# Rognes
 Rognes  es una comuna y población de Francia, en la región de Provenza-Alpes-Costa Azul, departamento de Bocas del Ródano, en el distrito de Aix-en-Provence y cantón de Lambesc.
Su población en el censo de 1999 era de 4.194 habitantes. Su aglomeración urbana se limita a la propia comuna.
Está integrada en la Communauté d'agglomération du Pays d'Aix-en-Provence .
- Datos: Q640876
- Multimedia: Rognes / Q640876

1. ↑  Worldpostalcodes.org, código postal n.º 13840.
2. ↑  INSEE, Datos de población para el año 2012 de Rognes (en francés).